# Li Yajie
Li Yajie (en chino: 李亚杰; 10 de enero de 2007) es una deportista china que compite en saltos de trampolín.
Ganó cuatro medallas en el Campeonato Mundial de Natación entre los años 2022 y 2025. En los Juegos Asiáticos de 2022 consiguió una medalla de oro en la prueba de trampolín 1 m.

## Palmarés internacional
| Campeonato Mundial | Campeonato Mundial  | Campeonato Mundial | Campeonato Mundial   |
| Año                | Lugar               | Medalla            | Prueba               |
| ------------------ | ------------------- | ------------------ | -------------------- |
| 2022               | Budapest (Hungría)  | Medalla de oro     | Trampolín 1 m        |
| 2023               | Fukuoka (Japón)     | Medalla de plata   | Trampolín 1 m        |
| 2025               | Singapur (Singapur) | Medalla de plata   | Trampolín 1 m        |
| 2025               | Singapur (Singapur) | Medalla de bronce  | Trampolín 3 m sincro |
| Juegos Asiáticos   |                     |                    |                      |
| Año                | Lugar               | Medalla            | Prueba               |
| 2022               | Hangzhou (China)    | Medalla de oro     | Trampolín 1 m        |